# Seznam letališč na Hrvaškem
Seznam mednarodnih letališč na Hrvaškem.

## Letališča
| Lokacija  | ICAO | IATA | Ime                 |
| --------- | ---- | ---- | ------------------- |
| Brač      | LDSB | BWK  | Letališče Bol       |
| Dubrovnik | LDDU | DBV  | Letališče Dubrovnik |
| Osijek    | LDOS | OSI  | Letališče Osijek    |
| Pulj      | LDPL | PUY  | Letališče Pula      |
| Reka      | LDRI | RJK  | Letališče Reka      |
| Split     | LDSP | SPU  | Letališče Split     |
| Zadar     | LDZD | ZAD  | Letališče Zadar     |
| Zagreb    | LDZA | ZAG  | Letališče Zagreb    |